# Yoyogi-kōen
Lo Yoyogi-kōen (代々木公園?) è un parco cittadino situato presso la stazione di Yoyogi-Kōen e il santuario Meiji nel quartiere speciale di Tokyo Shibuya, in Giappone, all'interno dell'omonima area di Yoyogi.

## Storia
Il parco sorge sul luogo dove il 19 dicembre 1910 fu effettuato dal capitano Yoshitoshi Tokugawa il primo volo aereo a motore in territorio giapponese. L'area in seguito divenne un terreno per le parate dell'Esercito Imperiale Giapponese. Il 31 maggio 1920 vi atterrò, ultima tappa del suo raid aereo Roma-Tokyo, l'aviatore italiano Arturo Ferrarin con il suo S.V.A.9. Dal settembre 1945 fu sede della caserma militare "Washington Heights" per i funzionari degli Stati Uniti d'America durante l'occupazione alleata del Giappone. Nel 1967, dopo i giochi della XVIII Olimpiade tenutisi a Tokyo, il parco fu aperto al pubblico.

### Il dengue del 2014
Nel 2014 Tokyo subì una delle sue peggiori epidemie di dengue in 100 anni e i primi casi registrati in 70 anni, con quasi 200 casi confermati. Il primo caso fu riportato il 27 agosto 2014. Utilizzando le tecniche di sequenziamento del gene, gli scienziati conclusero che lo scoppio epidemico aveva avuto origine nello Yoyogi Park. Dozzine di visitatori della zona avevano contratto il morbo provocando così la chiusura del parco il 4 settembre. Dopo il 18 settembre non furono scoperti altri casi e il parco fu riaperto al pubblico il 31 ottobre.

## Vedute del parco

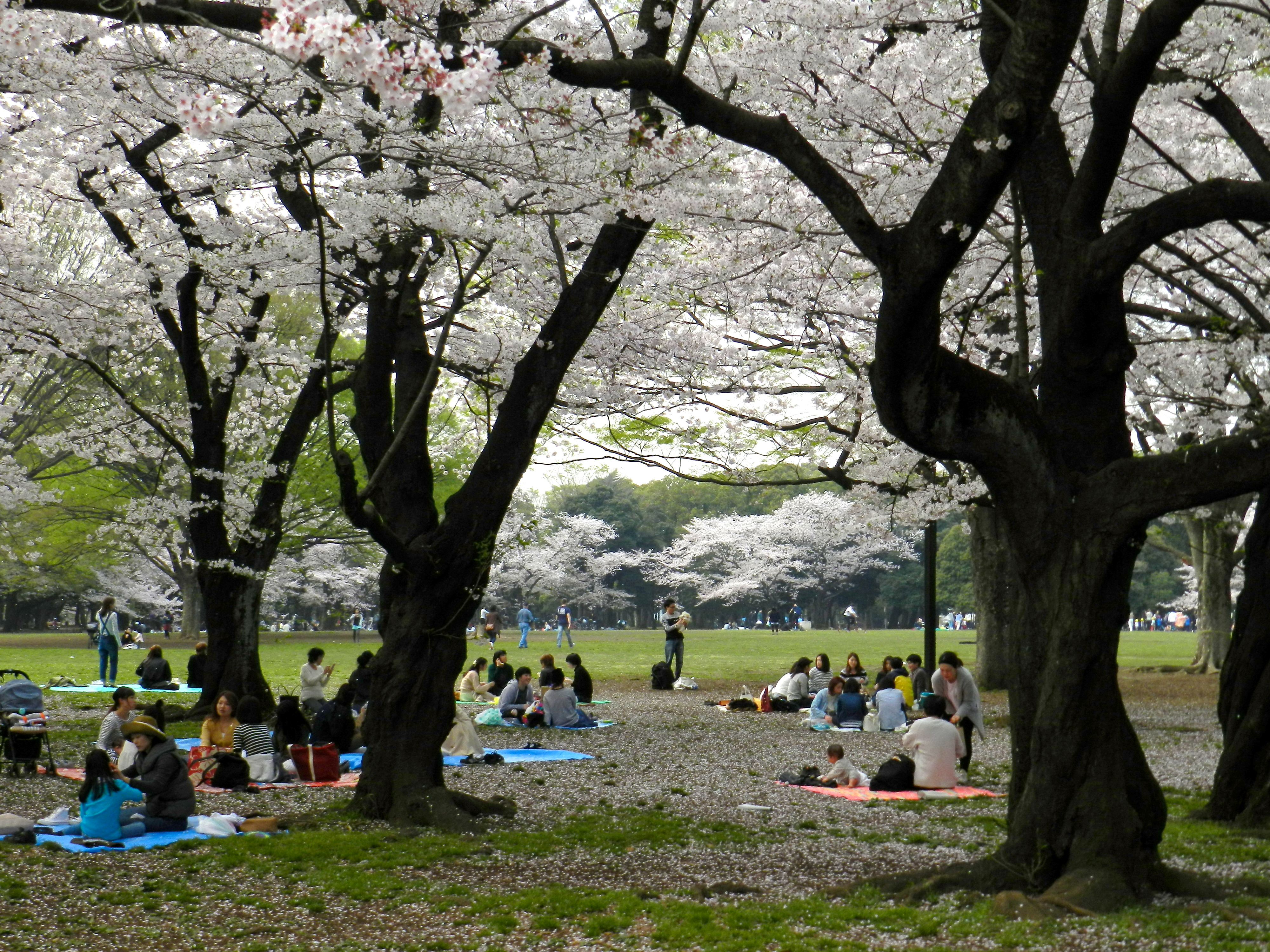
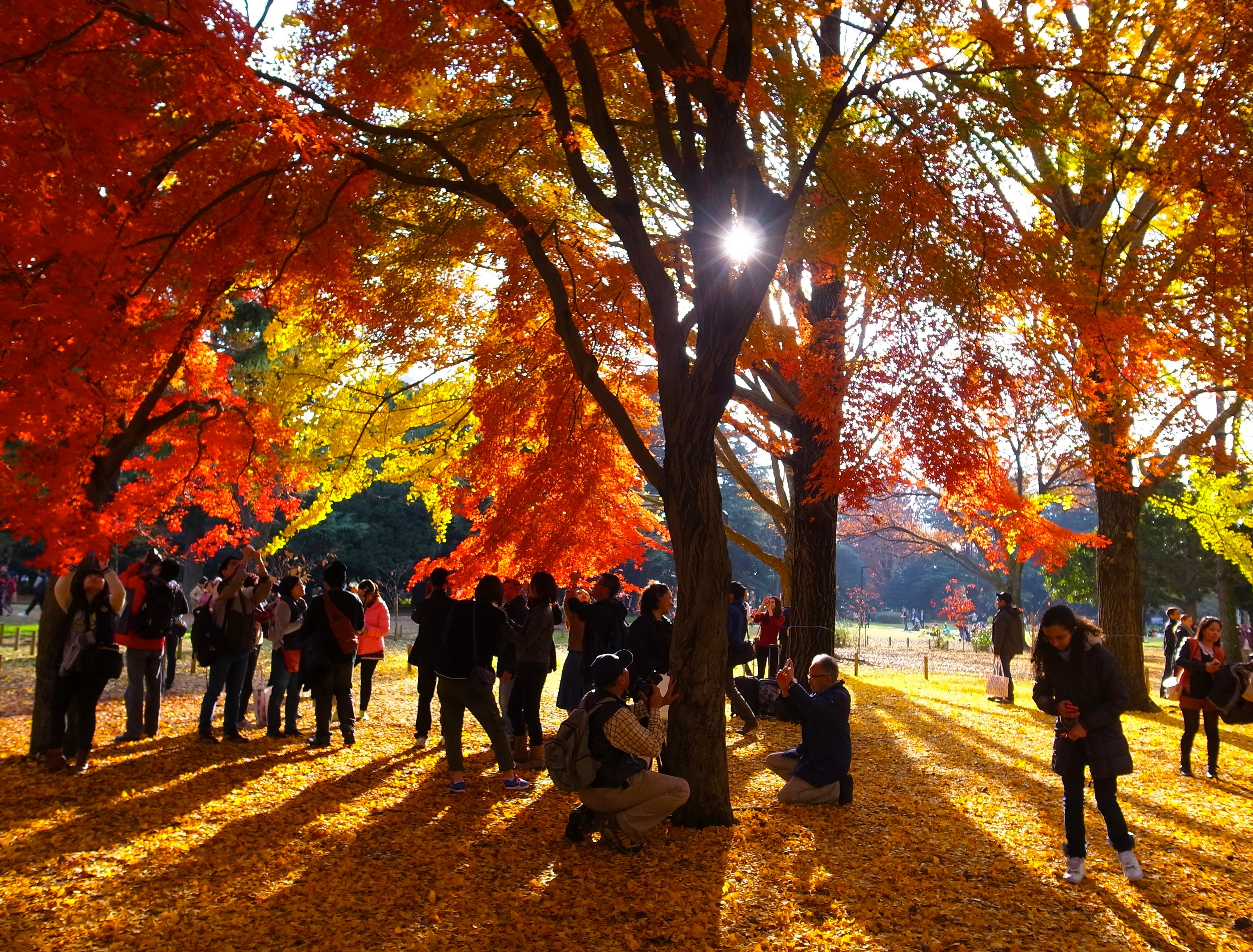
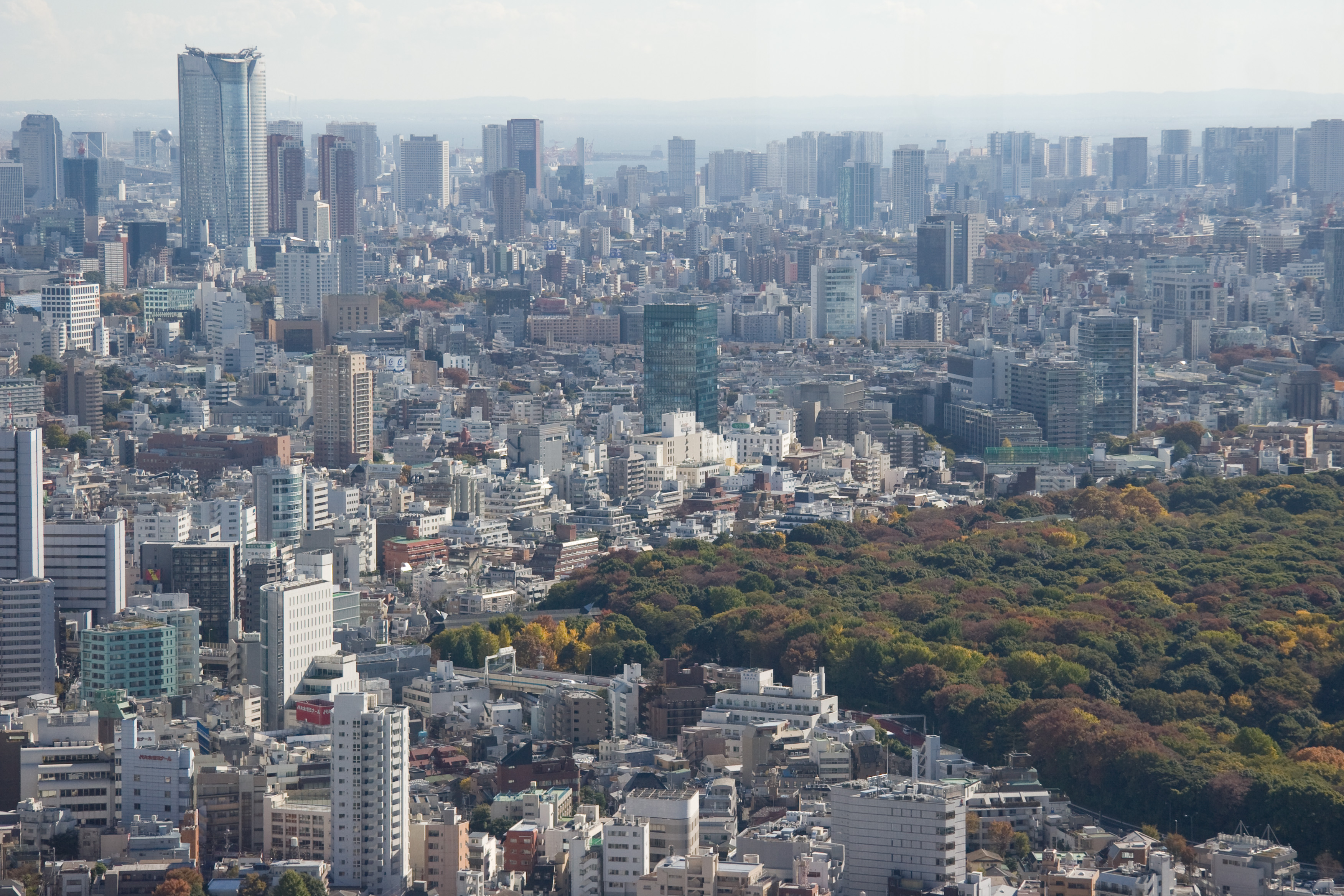